# 예성강 (드라마)
《예성강》은 1976년 4월 12일부터 1976년 6월 11일까지 방영된 MBC 일일연속극이다.

## 출연진
- 김호영 - 최무선 역
- 전양자
- 조경환
- 김상순
- 김영애
- 임채무
- 김보경
- 국정환
- 나영진
- 한성전